# Macaranga pruinosa
Macaranga pruinosa är en törelväxtart som först beskrevs av Friedrich Anton Wilhelm Miquel, och fick sitt nu gällande namn av Johannes Müller Argoviensis. Macaranga pruinosa ingår i släktet Macaranga och familjen törelväxter. Inga underarter finns listade i Catalogue of Life.